# Fresnoy-en-Gohelle
Fresnoy-en-Gohelle è un comune francese di 261 abitanti situato nel dipartimento del Passo di Calais nella regione dell'Alta Francia.

## Società

### Evoluzione demografica
Abitanti censiti